# آنتونی بری (بازیکن فوتبال)
آنتونی بری (انگلیسی: Anthony Barry؛ زادهٔ ۲۹ مهٔ ۱۹۸۶) بازیکن سابق و مربی فوتبال اهل بریتانیا است.
از باشگاه‌هایی که در آن بازی کرده‌است می‌توان به باشگاه فوتبال یئوویل تاون، باشگاه فوتبال کاونتری سیتی، باشگاه فوتبال فلیتوود، باشگاه فوتبال فارست گرین راورز، باشگاه فوتبال آکرینگتون استنلی و باشگاه فوتبال ورکسام اشاره کرد.